# Готман, Альфред Леонидович
Готман, Альфред Леонидович (род. 2 октября 1947, Томск) — советский и российский специалист в области геотехники и механики грунтов, доктор технических наук (1996), профессор (2008), заслуженный строитель республики Башкортостан, почётный строитель России, председатель Башкирского отделения и член Президиума Российского общества по механике грунтов, геотехнике и фундаментостроению (РОМГГиФ), член Международного геосинтетического общества (IGS), член технического комитета ТС-212 «Фундаменты глубокого заложения» Международного сообщества по механике грунтов и геотехнике (ISSMGE).

## Биография
В 1976 году окончил Уфимский нефтяной институт по специальности «Промышленное и гражданское строительство» с присуждением квалификации «Инженер-строитель».
В 1982 году защитил диссертацию на тему «Несущая способность набивных свай в выштампованном основании», представленную на соискание учёной степени кандидата технических наук по научной специальности 05.23.02.
В 1995 году защитил диссертацию на тему «Безростверковые свайные фундаменты промышленных зданий и сооружений и общая методология их расчета», представленную на соискание учёной степени доктора технических наук по научной специальности 05.23.02.
Сфера научных интересов: экспериментально-теоретические исследования работы свай и свайных фундаментов на вертикальную и горизонтальную нагрузки, в том числе противооползневых сооружений. Научное направление: разработка новых конструктивных решений свайных фундаментов, а также подземных сооружений, устройство фундаментов на закарстованных территориях, экспериментальные и теоретические исследования и разработка методов расчета на вертикальную и горизонтальную нагрузку свай нестандартной конструкции, в том числе с использованием данных статического зондирования.
Член научного совета РААСН по механике грунтов, основаниям, фундаментам, геотехнике и инженерно-геологическим и инженерно-экологическим изысканиям для строительства.
Имеет 11 авторских свидетельств и патентов на изобретения. Автор 219 печатных работ.
С 1972 года — работа в БашНИИстрой: старший техник, заведующий лабораторией исследования свайных фундаментов, с 1983 года — заведующий научно-исследовательским отделом оснований и фундаментов.
В 2008 году получил Государственную премию Республики Башкортостан имени Салавата Юлаева за лучшие произведения литературы, искусства и архитектуры с формулировкой: "за проектирование многофункционального здания «Конгресс-холл Республики Башкортостан».

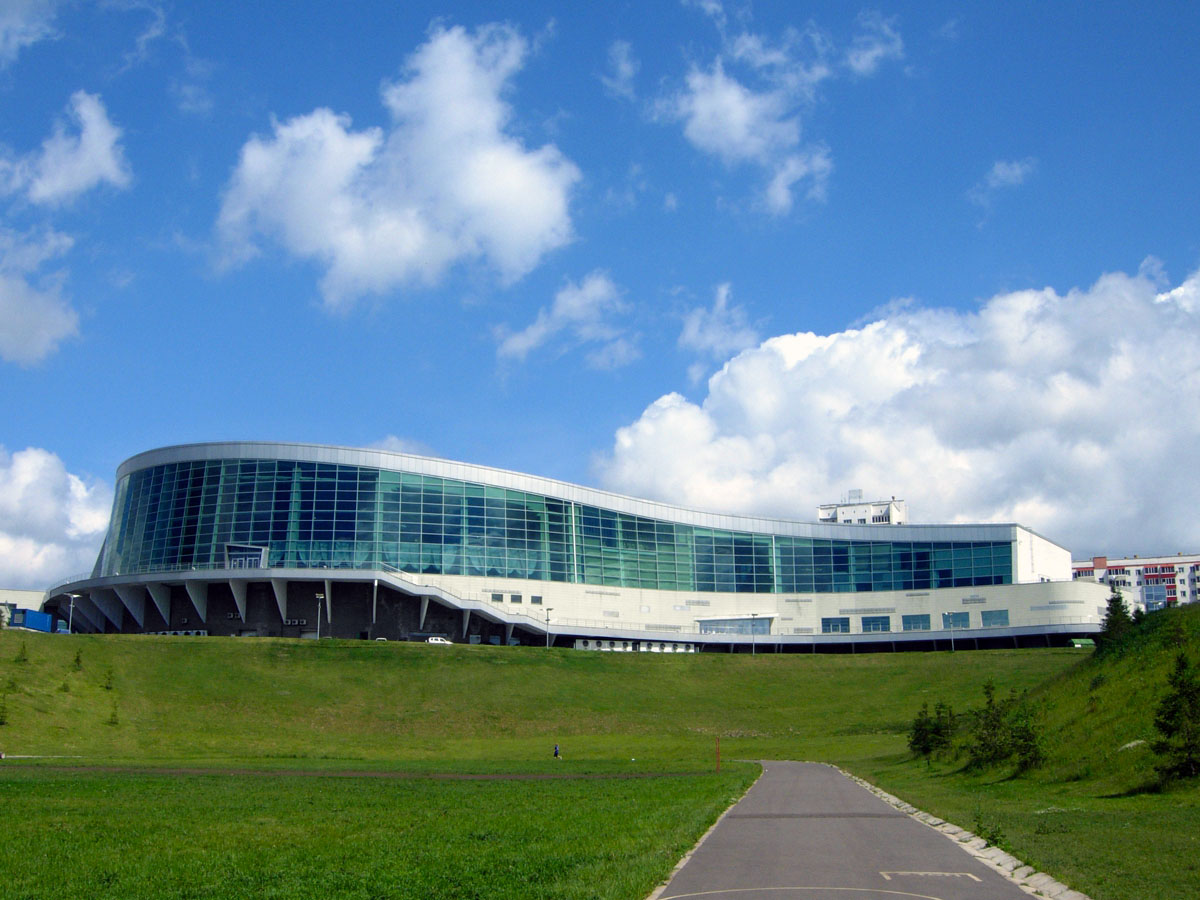
Здание Конгресс-холла

## Награды
- 2006 — медаль Н. М. Герсеванова (РОМГГиФ)[9]
- 2008 — Государственная премия Республики Башкортостан имени Салавата Юлаева за лучшие произведения литературы, искусства и архитектуры — за проектирование многофункционального здания «Конгресс-холл Республики Башкортостан»
- Присудить Государственные премии Республики Башкортостан имени Салавата Юлаева в области литературы, искусства и архитектуры: Араи Киоказу, профессору университета Сейка города Кито (Япония), Готману Альфреду Леонидовичу, заместителю директора по научной работе — главному инженеру государственного унитарного предприятия Институт «БашНИИстрой», доктору технических наук, Каранаеву Марату Закировичу, заведующему отделом строительных конструкций государственного унитарного предприятия Институт «БашНИИстрой», Муллагильдину Ришату Усмановичу, президенту общества с ограниченной ответственностью «РАУМ Арчитэкс» — за проектирование многофункционального здания «Конгресс-холл Республики Башкортостан»[6][8][10].